# 保良局賽馬會大棠渡假村
保良局賽馬會大棠渡假村，簡稱大棠渡假村，是香港一個宿營營地，位於新界元朗區大棠大棠山道31號，處大欖郊野公園範圍內，由香港賽馬會資助興建，並由保良局負責管理，於1994年7月啟用。渡假村佔地約12公頃，可作宿營、日營及露營之用，並提供射箭、單車、繩網、室內攀石、撈金魚及手工藝等活動。

## 活動設施
四間多用途活動室包括位於行政樓A座可容50人的活動室和可容60人的日營中心；位於行政樓B座可容150人的講座廳1和位於體藝館可容200人的講座廳2。
室內運動場全場連舞台可容550人供舉行活動用，亦可因應人數租用¼或½個場地。戶外場地有可容100人的有蓋活動場。
營內設有可容450人的中央飯堂，另有兩個合共可容400人的露天燒烤場。

## 住宿服務
團體營由兩座三層高西班牙式營舍組成，每層兩個單位（共12間），分別有14及18個床位（雙層床），固定營額為200人。家庭營由一座三層高西班牙式營舍組成，每層有兩至三個單位（共9間），分別可住6人、8人及10人（少量為雙層床），固定營額為68人。露營營區設4人營幕五個（最少3人可租用），固定營額為20人。

## 外部連結
- 保良局：賽馬會大棠渡假村